# Ternivka, Konotop
Ternivka (în ucraineană Тернівка) este o comună în raionul Konotop, regiunea Sumî, Ucraina, formată numai din satul de reședință.

## Demografie
Componența lingvistică a comunei Ternivka
     Ucraineană (99,22%)
     Alte limbi (0,78%)
Conform recensământului din 2001, majoritatea populației comunei Ternivka era vorbitoare de ucraineană (99,22%), existând în minoritate și vorbitori de alte limbi.